# Giovanni Frezza
Giovanni Frezza (Potenza, 8 settembre 1972) è un attore italiano, che partecipò come attore bambino ad alcuni film dell'orrore nel corso degli anni ottanta.

## Biografia
Giovanni Frezza debuttò al cinema in un ruolo minore nel 1980, all'età di otto anni, nel film di Marco Bellocchio Salto nel vuoto. Seguì una serie di interpretazioni in diversi film, spesso di genere horror. Nel 1981 interpretò il ruolo di protagonista in Quella villa accanto al cimitero di Lucio Fulci e l'anno successivo ebbe una parte ne I nuovi barbari di Enzo G. Castellari.
Continuò ad apparire come attore in pellicole per il cinema fino al 1985. Il suo ultimo ruolo fu quello di Kirk nel film Dèmoni di Lamberto Bava.
Si ritirò dalle scene all'età di tredici anni. Dopo la maturità scientifica, studiò fisica all'Università "La Sapienza" di Roma, laureandosi nel 1998. Si trasferì a Chicago, dove svolge l'attività di manager per un'azienda multinazionale.

## Filmografia
- Salto nel vuoto, regia di Marco Bellocchio (1980)
- Quella villa accanto al cimitero, regia di Lucio Fulci (1981)
- Testa o croce, regia di Nanni Loy (1982)
- Cuando calienta el sol... vamos alla playa, regia di Mino Guerrini (1982)
- Manhattan Baby, regia di Lucio Fulci (1982)
- I nuovi barbari, regia di Enzo G. Castellari (1982)
- La casa con la scala nel buio, regia di Lamberto Bava (1983) - non accreditato
- Mani di fata, regia di Steno (1983)
- Dèmoni, regia di Lamberto Bava (1985)

## Doppiatori
- Paolo Torrisi in Testa o croce
- Francesca Guadagno in Quella villa accanto al cimitero
- Davide Lionello in Mani di fata